# Dorasu
Dorasu eller Dorart är ett japanskt företag som utvecklar datorspel. De flesta spelen som utvecklas är avsedda för den japanska marknaden, de spel som hittar utanför landets gränser anpassas till lokala förhållanden av andra företag som till exempel Nobilis. 

## Ludografi
- Hello Kitty Daily